# Azano (mitologia)
Azano (in greco antico: Ἀζᾶν?, Azán) o Axano è un personaggio della mitologia greca. Fu un principe d'Arcadia ed eponimo dell'Azania.

## Genealogia
Figlio di Arcade e della ninfa driade Erato, sposò Ippolita (figlia di Dessameno) e fu padre di Clitore e di una figlia (mai nominata nelle fonti) ma di cui i riferimenti fanno risalire e Coronide.

## Mitologia
Ricevette In eredità una parte dell'Arcadia che ribattezzò Azania e divenne il progenitore degli Azani.
Al suo matrimonio con Ippolita, il centauro Chirone si comportò in modo violento ed invadente e per questo fu ucciso da Eracle.
Dopo la sua morte fu succeduto dal figlio Clitore e ci furono i primi giochi funebri della storia dell'Antica Grecia. Gli stessi in cui Etolo uccise Apis.